# 祝由十三科
祝由十三科，又称祝由科、祝由术，是古代医术的流派，即「祝说病由」，不需用针灸或药来治病。祝由一词语出《黄帝内经·移精变气论》，“黄帝问曰：余闻古之治疗, 惟移精变气, 可祝由而已……”。祝，是指“恭恭敬敬讲解说道”，不但给人治病，也给自然万物 (包括中医所讲的神) 治病；由，是指疾病产生的缘由或者来由；合起来就是恭敬地运用祝由之法查明病人的病因，即通过药、咒、法术、心理疏导等方法的相互结合来化解、缓解疾病。祝由疗法在中国起源甚早，先秦时期就已很普遍，并在民间一直流行、延续数千年。

## 歷史沿革
祝由科，自元代即列入太医院十三科。祝由二字，最早见于医书《素问》，谓上古之人治病，不用打针服药，只要移易精神、变换气质，请人施展祝由之术，即可成功。按现代医学观点看待，属于心理学之心理暗示、催眠部分。
祝由科的发展历程如下：
1. 湖南长沙马王堆三号西汉墓出土的《五十二病方》中，展现了药品和方术两种治疗方法，证实“祝由”除运用语言手段“祝”祈禳诅咒时，还伴随一些其它方法，如符（讳秘字）、唾、喷、禹步、呼气、替身等。
2. 东汉后期道士葛洪曾说：“吴越有禁咒之法，甚有明验，多气耳”，他认为禁咒法可以治病，也可以防身（防瘟疫、虎豹虫蛇、兵器等），运用手段不仅有行气、咒（祝）语，还有存思行气、符印、掐诀等。
3. 隋朝医学教育第一次划分专科为医、祝禁、按摩，方术治疗被列为三个专业科目之一，其命名包括了祝由和禁咒。
4. “祝由科”的称呼始于元代，到明隆庆五年（1571年）离开国家医学教学体系。从此道教成为“祝由”生存、发展的主要空间，民众对方术医疗的需求则由道教来承担。
5. 《轩辕碑记医学祝由十三科》是清代以来流行的祝由书，现存的早期版本之一是道光年间四川全真道中心青城山的“空青洞天藏版”。
6. 文化大革命后，中国道教协会据民国三年（1914年）的石印行本印制了一批供“各观内流通”的《轩辕碑记医学祝由十三科》，到1990年此书又收入《藏外道书》。

## 代表人物
郭樸等人。

## 參閲
- 精神分析學